# 5031 Švejcar
5031 Švejcar este un asteroid din centura principală de asteroizi.

## Descriere
5031 Švejcar este un asteroid din centura principală de asteroizi. A fost descoperit pe 16 martie 1990 la Observatorul Kleť de Zdeňka Vávrová. Asteroidul prezintă o orbită caracterizată de o semiaxă mare de 2,44 ua, o excentricitate de 0,13 și o înclinație de 2,3° în raport cu ecliptica.